# Deutschordensmuseum
Das Deutschordensmuseum befindet sich im Deutschordensschloss in Bad Mergentheim in Baden-Württemberg. Es präsentiert die Geschichte des Deutschen Ordens, die Stadtgeschichte Mergentheims, das Mörike-Kabinett, die Abteilung Jungsteinzeit im Taubertal, eine Puppenstubensammlung und die Adelsheim'sche Altertumssammlung.
Die Wurzeln des Museums liegen im Jahr 1864, seit 1927 ist es im Schloss untergebracht. Das Land Baden-Württemberg ließ Teile des Schlosses von 1988 bis 1996 umbauen und restaurieren, so dass dem Deutschordensmuseum seit 1996 die gesamte Fläche des Hochschlosses zur Verfügung steht, wo das Deutschordensmuseum mit rund 3000 m² Ausstellungsfläche wieder eröffnet wurde.

## Geschichte des Museums

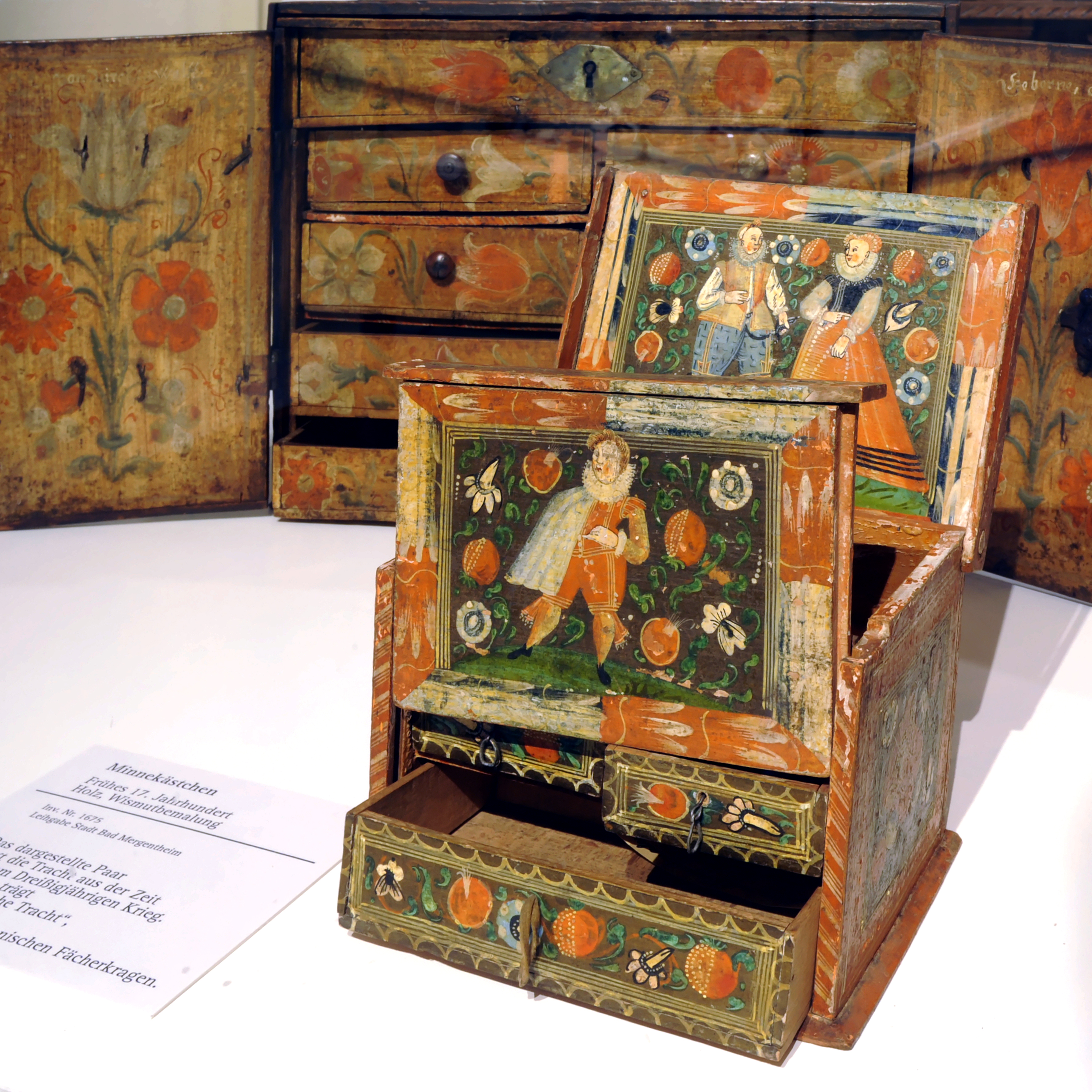
Minnekästchen des 17. Jahrhunderts aus der Sammlung Adelsheim

1864 vermachte Freiherr Carl Joseph von Adelsheim (1790–1864) der Stadt Mergentheim seine reichhaltige Altertumssammlung. Sie wurde für 63 Jahre in einem Raum im Rathaus präsentiert und durch Schenkungen sowie Ankäufe zur Städtischen Altertumssammlung ergänzt. Ab 1927 stellte man diese erweiterte Sammlung in fünf Räumen, im Flur und im Kapitelsaal im zweiten Obergeschoss des ehemaligen Residenzschlosses der Hoch- und Deutschmeister des Deutschen Ordens aus, die zu diesem Zweck von der Stadtverwaltung beim württembergischen Staat angemietet worden waren. Erster ehrenamtlicher Museumspfleger war Karl Fleck (1862–1944), der die Ausstellung im Schloss eingerichtet hatte.
Der 1930 gegründete Verein Bezirksheimatmuseum e.V. wurde von der Stadt Mergentheim als Träger des Museums eingesetzt und erhielt die städtische Altertumssammlung als Dauerleihgabe. Der Verein erweiterte die Sammlungen in Folge um „geschichtliche und naturkundliche Gegenstände“ und organisierte Sonderausstellungen, Vorträge und Führungen.
Museumspfleger von 1937 bis 1950 war Edwin Beyer. In seiner Amtszeit wurden die Sammlungen neu geordnet und die Ausstellung auf insgesamt acht Räume erweitert. 1950 übernahm Karl Heck (1888–1975) die Leitung des Museums. Einen neuen Schwerpunkt der Museumsarbeit bildete nun – neben der Darstellung der näheren und weiteren Heimatgeschichte – die Geschichte des Deutschen Ordens. 1961 wurde ein „Deutschordensmuseum“ als Teil des Bezirksheimatmuseums eröffnet. Fritz Ulshöfer übernahm 1969 die Museumsleitung. Er eröffnete unter Beratung u. a. durch den Kunsthistoriker Max Hermann von Freeden, den damaligen Direktor des Mainfränkischen Museums in Würzburg, Mitte 1973 das Museum neu. Seither werden die vielfältigen Sammlungen unter dem Namen Deutschordensmuseum präsentiert. Als dauerhafte Leihgabe des Landes Baden-Württemberg kam im selben Jahr ein großer Teil der Puppenstubensammlung Johanna Kunz ins Schloss.
Am 1. Juli 1991 ging die Trägerschaft vom Verein Deutschordensmuseum Bad Mergentheim e.V., der seit 1995 von Gernot-Uwe Dziallas geleitet wird, an die Deutschordensmuseum Bad Mergentheim GmbH über. Gesellschafter der Museums-GmbH sind das Land Baden-Württemberg, die Stadt Bad Mergentheim, der Verein Deutschordensmuseum e.V. und der Main-Tauber-Kreis. Seither führen hauptamtliche Kräfte das Museum. Bis Ende 1995 leitete Albert Boesten-Stengel das Museum, anschließend die Kunsthistorikerin Regina Hanemann. Seit Januar 2000 ist die Kunsthistorikerin Maike Trentin-Meyer Museumsdirektorin und Geschäftsführerin des Deutschordensmuseums.

## Ausstellungsbereiche

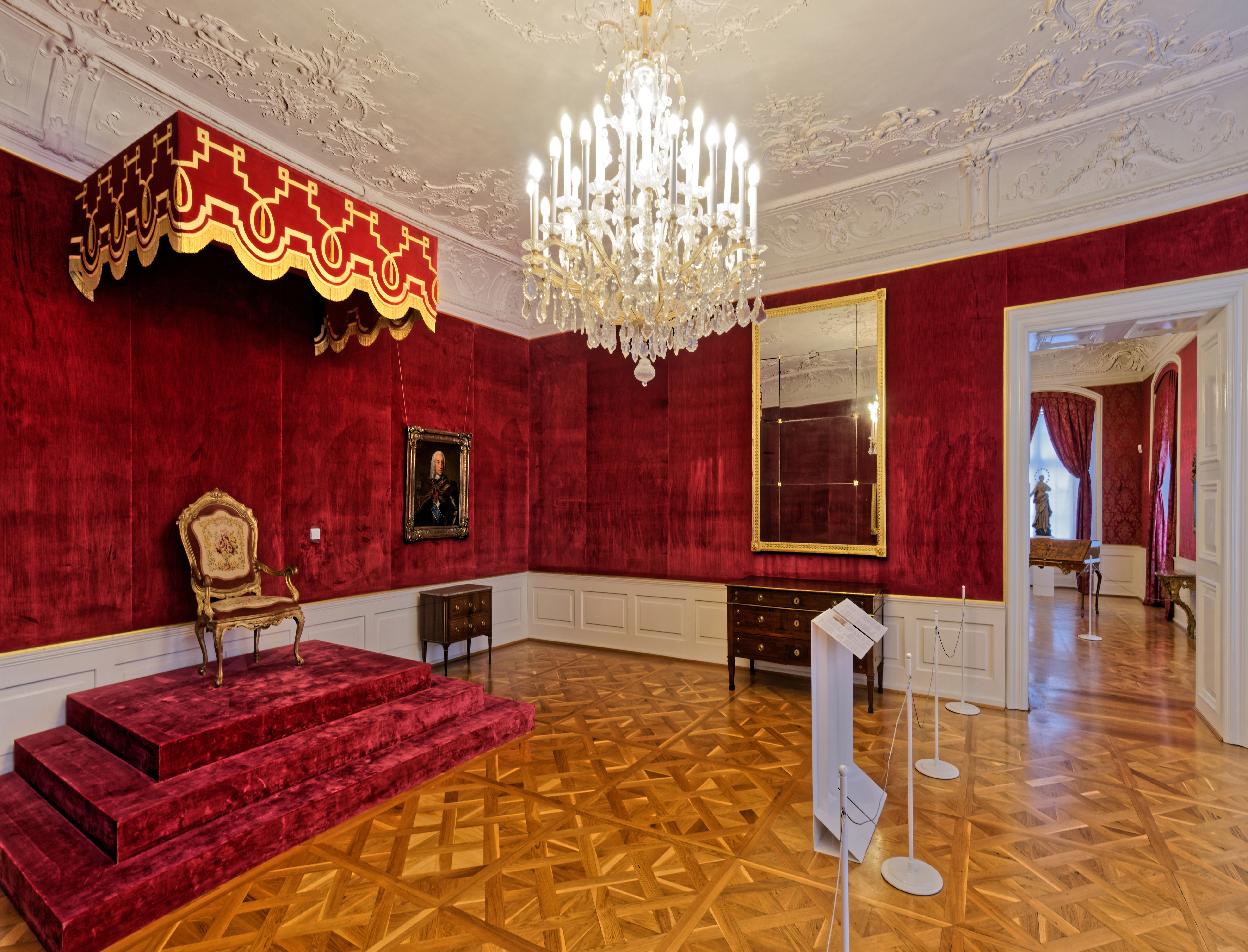
Audienzzimmer in der neuen Fürstenwohnung

### Deutscher Orden
Die Geschichte des Deutschen Ordens von den Anfängen bis heute wird mit Kunstwerken und Objekten, Bildern, Texten und Karten dargestellt. Der Deutsche Orden wurde 1190 während der Kreuzzüge als Spitalorden vor Akkon im Heiligen Land gegründet. Im 13. Jahrhundert wurde im Gebiet des späteren Ostpreußen ein mächtiger Deutschordensstaat errichtet. Seit dem 15. Jahrhundert verlor der Orden an politischer Bedeutung. 1809 wurde der Orden in den Rheinbundstaaten aufgehoben. Seitdem wird er von Wien aus geleitet. Er erneuerte sich und ist heute ein klerikaler Orden. Die Abteilung „Deutscher Orden heute seit 1809“ beleuchtet seit 2009 in neuer Konzeption die Entwicklung des Ordens im 19. und 20. Jahrhundert und stellt den Orden des 21. Jahrhunderts vor. Sie zeigt, wie der Orden von den historischen Entwicklungen wie Säkularisation, Erstem Weltkrieg und Zweitem Weltkrieg, Wiederaufbau und vielem mehr betroffen war. Besonderes Augenmerk liegt auf dem verzerrten Bild der mittelalterlichen Ordensgeschichte, das durch ideologischen Missbrauch seit Treitschke vor allem bis 1945 den Blick auf den Orden bis heute verstellt.

### Stadtgeschichte
Die Geschichte Bad Mergentheims wird von der Zeit als fränkische Siedlung bis zur Kurstadt gezeigt. Der seit 1219 ansässige Deutsche Orden erhielt das Stadtrecht im Jahr 1340 unter Kaiser Ludwig dem Bayern und übte bis 1809 die Herrschaft in der Stadt aus. Das Museum präsentiert Zeugnisse religiösen Lebens in der Stadt, Objekte aus Handel und Gewerbe, die Geschichte der jüdischen Gemeinde und die Entwicklung als Heilbad. Seit 2011 wird in einer eigenen Abteilung eine Auswahl des jüdischen Künstlers Hermann Fechenbach gezeigt (der 1938 emigrieren musste), dessen umfangreichen künstlerischen Nachlass das Museum betreut.
Ein großes Diorama mit über 2.000 Zinnfiguren inszeniert die Schlacht bei Herbsthausen bei Mergentheim im Dreißigjährigen Krieg. Ebenso ist die Inszenierung der Mergentheimer Engel-Apotheke, mit barockem Rezepturtisch und Waagenhalter von 1746 seit 2005 zu sehen.

### Mörike-Kabinett

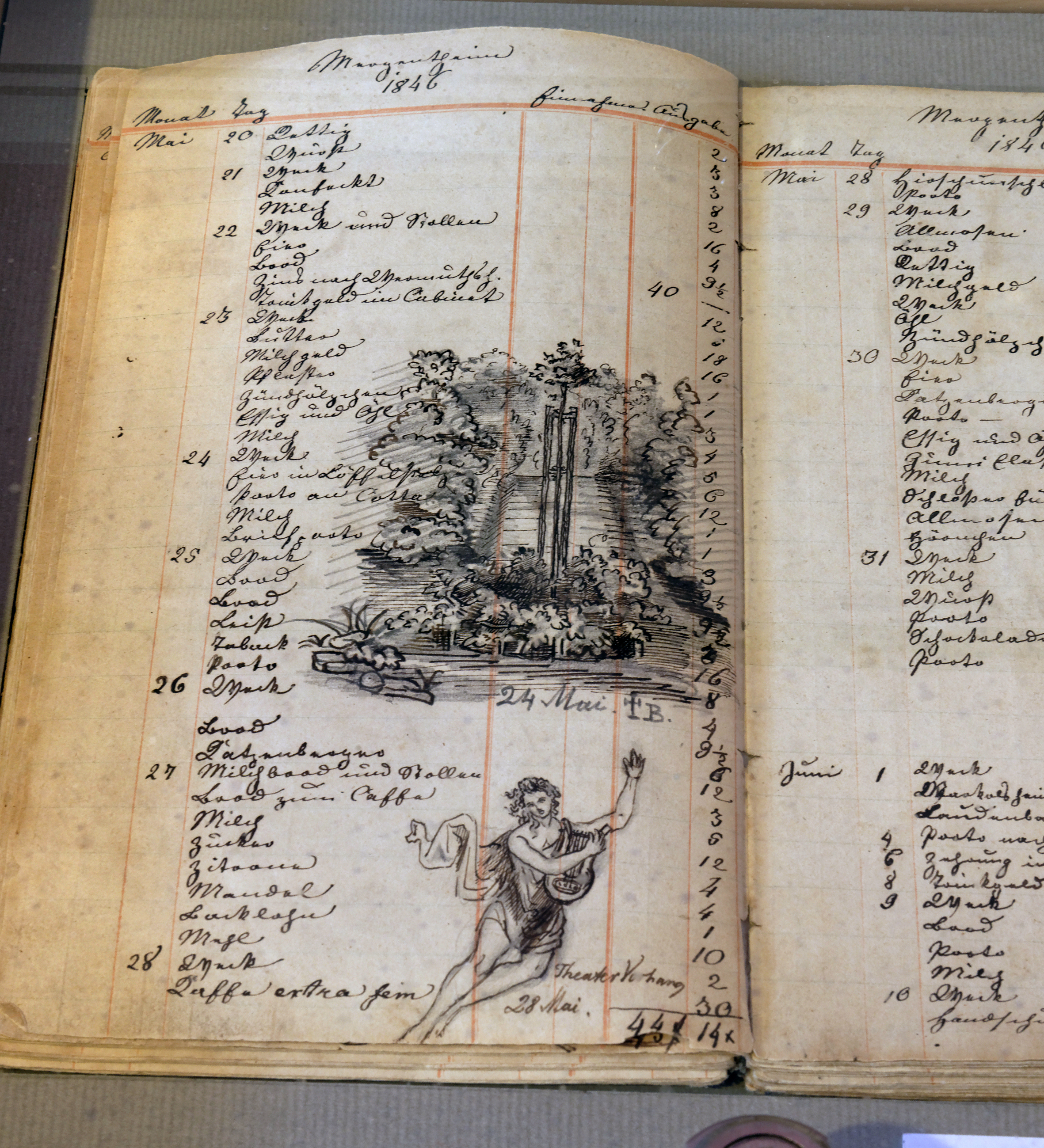
Haushaltungsbuch Mörikes

Von 1844 bis 1851 lebten der Dichter Eduard Mörike und seine Schwester Klara in Mergentheim. Zeugnis dieser Zeit ist das Haushaltungsbuch, das über den Alltag der Mörikes Auskunft gibt. In dieser Zeit entstanden die „Idylle vom Bodensee“ und neue Gedichte. 1851 heiratete Mörike in der Schlosskirche die Offizierstochter Margarethe Speeth. Seit 2004 erinnert das Mörike-Kabinett an diese Zeit.

### Adelsheim'sche Altertumssammlung
1864 stiftete Freiherr Carl Joseph von Adelsheim der Stadt Mergentheim seine Sammlung von „Altertümern“. Aus dieser heraus entwickelte sich zunächst das Bezirksheimatmuseum, der Vorläufer des heutigen Museums. Heute bildet die Sammlung eine eigene Abteilung im Deutschordensmuseum. Die Adelsheim´sche Altertumssammlung besteht aus mittelalterlicher Skulptur und Tafelmalerei, Exotica, Fayencen, Alabaster- und Marmorreliefs der Renaissance und des Barock, kostbaren Kleinmöbeln mit Einlegearbeiten, Elfenbeinschnitzereien, Kunsthandwerk und Curiosa.

### Puppenstubensammlung
40 Puppenküchen, -stuben und -häuser und Kaufläden (Apotheken, Gewürz- und Gemischtwarenläden, Hutgeschäfte und Stoffläden) aus dem 19. und 20. Jahrhundert berichten vom Leben vergangener Zeiten. Sie wurden von Johanna Kunz (1910–2002) vor allem im schwäbischen Raum gesammelt, um nach den Schäden des Zweiten Weltkrieges auf diese Weise Zeugnisse einer zugrunde gegangenen Kultur zu bewahren.
Die Objekte sind aufschlussreiche Dokumente der Kulturgeschichte. Prunkstücke dieser Sammlung sind ein Haubenladen aus dem Biedermeier von etwa 1830, ein Puppenhaus von 1858 und ein Spielzeugladen von 1930. Diese Sammlung wird ergänzt z. B. durch ein Papiertheater, um 1900, eine große begehbare Kaufladen-Apotheke, um 1880, und einen japanischen Kaufladen vom Beginn des 20. Jahrhunderts.

### Vor 4.500 Jahren. Im Taubertal zuhause – Abteilung zur Jungsteinzeit im Taubertal

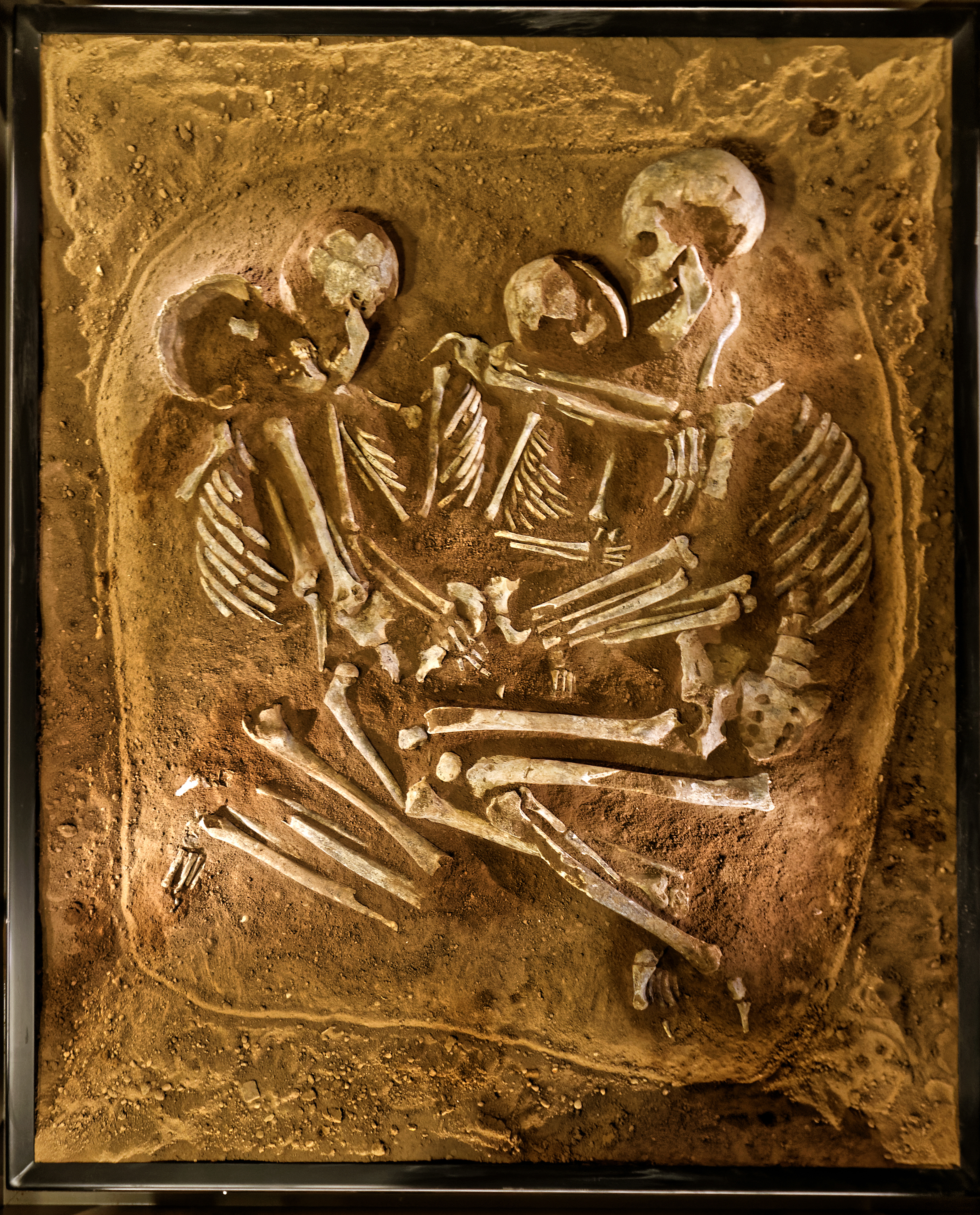
Hockergrab von Althausen im Museum

Im Mai 2015 wurde in zwei mittelalterlichen Gewölbekellern des Schlosses die neue Museumsabteilung Vor 4.500 Jahren. Im Taubertal zuhause eröffnet. Sie stellt die Lebensbedingungen der Menschen in der späten Jungsteinzeit in der Region dar. Das Taubertal weist zum einen die höchste Funddichte aus der Zeit der Schnurkeramik im gesamten süddeutschen Raum auf, gleichzeitig gibt es für den Übergang zur Bronzezeit im Taubertal bisher nur einen einzigen Metallfund; beides wird in der neuen Abteilung präsentiert.
Ausstellungshöhepunkt ist das im Jahr 1939 in Althausen bei Bad Mergentheim entdeckte Hockergrab (um 2.500 v. Chr.) mit vier menschlichen Skeletten, das in der neuen Abteilung seinen endgültigen Ruheplatz gefunden hat. Eine weitere Besonderheit des Taubertals wird durch die Präsentation eines trepanierten Schädels abgebildet. Das Deutschordensmuseum ist das einzige Museum, das diese Operationstechnik darstellt. Bis 2014 wurden im Taubertal acht verheilte Trepanationen (Kopföffnungen) entdeckt, dies spricht für die große Kunstfertigkeit der hiesigen Steinzeitchirurgen, man kann von einer Art „Chirurgenschule“ im Taubertal sprechen.

## Aktivitäten
Das Museum bietet ein reichhaltiges Veranstaltungsprogramm für Kinder und Erwachsene sowie mehrere Sonderausstellungen pro Jahr an. So wurde beispielsweise 1997 eine Ausstellung über den Mergentheimer Künstler Hermann Fechenbach (1897–1986) erarbeitet, 1999 die Ausstellung „Zauber der Tauber. Ansichten aus einem romantischen Tal“ präsentiert. Ausstellungen zum Thema Spielzeug konnten gezeigt werden („Kaufläden. Warenwelt im Kinderspiel“, „Barbie World. Vom deutschen Fräuleinwunder zum Kultobjekt in aller Welt“, „Technik, Faszination, Spiel. Historische Eisenbahnen“, „Spiel & Zeug der 50er Jahre“). Fotoausstellungen wie z. B. „Spuren der Macht. Die Verwandlung des Menschen durch das Amt“ mit Fotografien von Herlinde Koelbl oder „Tierfotos von dem Naturfotografen Fritz Pölking“ fanden ihr Publikum. Mit zahlreichen Kunstausstellungen von Arik Brauer, über Johann Elias Ridinger und Alfred Hrdlicka (aus der Sammlung Würth) über die Klassische Moderne aus der Sammlung Brabant bis zu den Jungen Wilden und Kunst in der DDR (aus der Nationalgalerie Berlin) machte sich das Museum einen Namen. Aber auch die Duckomenta, die Grafiken von Walter Moers, Ötzi, der Mann aus dem Eis oder „Faszination Universum“ und kulturhistorische Ausstellungen zogen Besucher in das Museum.
Seit 1972 gibt es die Reihe „Museumskonzerte im Schloss“, u. a. spielte das Ensemble „Quartonal“. Veranstalter der Reihe ist der Verein „Deutschordensmuseum e. V.“. in Zusammenarbeit mit der Deutschordensmuseum GmbH und der Stadt Bad Mergentheim.
In Folge der Einrichtung des Mörike-Kabinetts 2004 wurde die Reihe „Literatur im Schloss“ ins Leben gerufen. Kurator ist Ulrich Rüdenauer, Kooperationspartner die Mergentheimer Buchhandlung Moritz und Lux. Rüdiger Safranski, Roger Willemsen, Judith Hermann, Martin Walser, Annette Pehnt, Helmut Böttiger, Arno Geiger, Wilhelm Genazino, Peter Kurzeck, Sibylle Lewitscharoff, Terézia Mora, Ingo Schulze, Lutz Seiler, Arnold Stadler, Feridun Zaimoglu, Hanns Zischler und viele mehr waren bereits in der Reihe zu Gast.